# Tommy Svensson
Thomas "Tommy" Svensson (født 4. marts 1945 i Växjö) er en tidligere svensk fodboldspiller og senere træner. Han var som aktiv tilknyttet Östers IF i hjemlandet samt belgiske Standard Liège, og spillede 40 kampe for det svenske landshold. Han deltog for sit land ved VM i 1970. I 1969 blev han kåret som Årets fodboldspiller i Sverige.
Svensson blev efter sit karrierestop træner, og stod først i spidsen for sin gamle klub som aktiv, Östers IF, og senere for Tromsø IL i Norge. Størst succes opnåede han dog som cheftræner for Sveriges landshold, som han trænede mellem 1991 og 1997. Han førte holdet frem til semifinalerne ved både EM i 1992 på hjemmebane samt ved VM i 1994 i USA.